# (144897) 2004 UX10
(144897) 2004 UX10 — очень крупный транснептуновый объект. Открыт 20 октября 2004 года Эндрю Беккером, Энди Паккеттом и Джереми Кубикой в обсерватории Апачи-Пойнт. 5 декабря 2006 года объект был включён в каталог малых планет под номером 144897.

## Физические характеристики
По данным, полученным с помощью космической обсерватории Гершель, размер (144897) 2004 UX10 составляет 361,0+124,2
−93,5 км.